# Георги Мияков
Георги Стоянов Мияков, известен още като Катил Георги, е български революционер, деец на Вътрешната македоно-одринска революционна организация.

## Биография
Роден е през 1876 година в мариовското село Бърник. Присъединява се към ВМОРО и действа срещу гръцката въоръжена пропаганда в Мариово. Гръцки андарти убиват семейството му с изключение на най-малкия му брат, който е изпратен като подарък на сестрата на гръцкия капитан, която е бездетна. По време на Първата световна война е назначен за кмет на родното си село и като такъв активно участва в издирването и избиването на сътрудниците и дейците на гръцката пропаганда.
В негова чест се пее народната песен „Болен лежи Катил Георги“.